# 塞姆南语
塞姆南语是马来西亚一种土著南亚语言。